# Coupe de France féminine de cyclisme sur route 2004
Cet article traite uniquement de la compétition féminine. Pour les résultats de la compétition masculine, voir Coupe de France de cyclisme sur route 2004.
Navigation
Coupe de France 2003 Coupe de France 2005
La Coupe de France féminine de cyclisme sur route 2004  est la 5e édition de la Coupe de France féminine de cyclisme sur route. La victoire finale revient à la Française Jeannie Longo.
Cette édition se déroule du 21 mars au 4 juillet 2004 et est composée de cinq épreuves.

## Résultats
| Dates     | Courses                                          | Vainqueur          | Deuxième               | Troisième       |
| 21 mars   | Cholet-Pays de Loire féminin                     | Élodie Touffet     | Cathy Moncassin        | Magalie Finot   |
| 12 avril  | Prix de la Ville de Pujols                       | Magali Le Floc'h   | Zlatica Gavláková      | Sonia Huguet    |
| 18 avril  | Circuit National Féminin de Saint-Amand-Montrond | Susan Palmer-Komar | Caroline Payot-Podevin | Marina Jaunâtre |
| 2 mai     | Trophée des grimpeurs féminin                    | Jeannie Longo      | Magali Le Floc'h       | Marion Clignet  |
| 4 juillet | Atlantique-Manche féminine                       | Magalie Finot      | Magali Mocquery        | Marina Jaunâtre |

## Classement
|     | Coureur                   | Pts. |
| --- | ------------------------- | ---- |
| 1re | Jeannie Longo             | 93   |
| 2e  | Sonia Huguet              | 80   |
| 3e  | Zlatica Gavláková         | 74   |
| 4e  | Marina Jaunâtre           | 73   |
| 5e  | Élodie Leroux-Touffet     | 72   |
| 6e  | Magalie Finot-Laivier     | 64   |
| 7e  | Nathalie Tirard-Collet    | 61   |
| 8e  | Alexandra Le Hénaff       | 58   |
| 9e  | Corinne Sempé             | 56   |
| 10e | Elisabeth Chevanne-Brunel | 52   |